# Ömheten (1783)
Ömheten var ett linjeskepp i svenska flottan. Hon var det tredje av tio snarlika linjeskepp i Kronprins Gustaf Adolf-klass, som hon bildade tillsammans med Kronprins Gustaf Adolf, Fäderneslandet, Rättvisan, Dygden, Äran, Försiktigheten, Dristigheten, Manligheten och Tapperheten. Bestyckningen utgjordes av 60 kanoner av olika kalibrar på två batteridäck. Ömheten byggdes på Karlskrona örlogsvarv efter ritningar av skeppsbyggmästare Fredrik Henrik af Chapman och sjösattes den 19 juli 1783. Fartyget deltog i sjöstriderna under Gustav III:s ryska krig 1788–90 och sjönk vid utbrytningen ur Viborgska viken.